# 百怪圖
《百怪圖》（英語：Ship of Fools）是一部在1965年上映的電影，電影背景設定在1933年一艘從墨西哥航往德國的遠洋客輪上。这是费雯·丽演出的最后一部电影。这部电影曾获奥斯卡最佳影片奖提名，但败给了《音乐之声》。

## 剧情
1933年，一群乘客从墨西哥韦拉克鲁斯乘坐郵輪，前往德国布萊梅港，此外还有600名工人乘坐统舱，被驱逐出古巴返回西班牙，以及一群不那么有异国情调的演艺人员，对他们来说，航程只是一份工作。有些人很高兴即将开赴不断崛起的納粹德國，有些人则很担心，而其他人似乎对其潜在的危险无动于衷。
船上的医生舒曼对一名来自古巴的伯爵夫人特别感兴趣。她吸毒成瘾，正被送往西班牙特内里费岛的监狱。舒曼有着一种反抗压迫的决心，体现在他认为统舱里的人也是人而不是动物。医生本人有心脏病，他对伯爵夫人的同情很快就会变成爱情。
每天晚上都有几名乘客会被邀请在船长的餐桌上用餐。在那里，一名名叫里贝尔的德国商人大声咆哮反对犹太人，有人被逗乐了，有人却感觉受到了冒犯。里贝尔虽然已经结婚，却开始与一个丰满的金发女郎利齐在船上发展关系。同样被邀请的犹太人洛文塔尔转而与一个名叫格洛肯的侏儒一起吃饭，并且他们两个因为都遭到排除而产生了一种很特殊的关系。当里伯得知一名名叫弗雷塔格的乘客的妻子是犹太人时，弗雷塔格吃惊地发现自己被排除在外了。
船上的其他人包括一对年轻的美国夫妇大卫和珍妮——大卫对于在绘画方面从来没有成功过而感到不满，导致他们发生了口角；为了在巴黎再次感受青春，一位离婚女子玛丽·特雷德韦尔又喝酒又和别人调情；比尔·特尼以前是一名棒球运动员，他的职业生涯从未有过起色；所有这些人构成了整个世界在船上的一个缩影。
这艘船将工人们和伯爵夫人送到西班牙。这艘船抵达德国后，乘客们离开了，纳粹接管了该船。

## 演员
- 费雯·丽 饰 玛丽·特雷德韦尔
- 何塞·费勒 饰 齐格弗里德·里伯
- 李·馬榮 饰 比尔·特尼
- 茜蒙·仙諾 饰 伯爵夫人
- 奥斯卡·威内尔 饰 威廉·“威利”·舒曼医生
- 伊丽莎白·阿什利 饰 珍妮·布朗
- 乔治·席格 饰 大卫·斯科特
- 乔斯·格雷科 饰 佩佩
- 迈克尔·邓恩 饰 卡尔·格罗肯
- 查尔斯·科尔温 饰 蒂勒船长
- 海因茨·吕曼 饰 朱利叶斯·洛文塔尔
- 萊拉·斯卡拉 饰 胡滕太太
- 巴尔巴拉·卢纳 饰 安帕罗
- 克里斯蒂亚娜·施米特默 饰 利齐·斯波肯基耶凯尔
- 阿爾夫·克林 饰 弗莱塔克
- 沃纳·克伦佩勒 饰 许布纳中尉
- 约翰·文格拉夫 饰 伯爵
- 奥尔加·法比安 饰 施密特夫人
- 吉拉·戈兰 饰 艾尔莎
- 奥斯卡·贝雷吉 饰 卢茨
- 斯坦利·亚当斯 饰 胡滕
- 卡伦·维恩 饰 卢茨夫人
- 查尔斯·德·弗里斯 饰 约翰
- 莉迪亚·托雷亚 饰 帕斯托拉
- 亨利·卡尔文 饰 胖子
- 戴维·雷纳 饰 木雕艺人

## 制作
凯瑟琳·阿内·波特的小说于1962年出版。小说是根据她1931年从韦拉克鲁斯到德国的海上航行的回忆而完成的，耗时20年完成。
制片人大卫·O·塞尔兹尼克想购买电影拍摄版权，但拥有该版权的聯美要价40万美元。艾比·曼将小说改编为电影剧本。斯坦利·克雷默最终买下了版权，计划让费雯·丽主演，但最初并未意识到她不太好的健康状况。电影制作完成后，她回忆起她在决定演这个困难角色时的勇气，“她病了，还有继续下去的勇气，拍电影的勇气——几乎令人难以置信。”尽管茜蒙·仙諾和李·馬榮都表示同情和理解，但她的表现却仍带有偏执的色彩，终导致与其他演员的关系破裂。有一次，她用钉鞋重重地打马文，给他脸上留下一道疤痕。拍摄时，曼据说为所有演员搞了一个派对，但吉拉·戈兰被忽略了，因为曼不太满意她的表演。

## 反响
虽然受到广泛赞誉并且受到观众欢迎，但是《百怪圖》也被一些评论家看作是在海上发生的《大饭店》故事。《大饭店》这部1932年的电影经常被人模仿。亦有评价认为其“啰嗦又夸张”，尽管演员的表演受到普遍赞扬。
《纽约时报》的柏斯利‧克勞瑟认为，“斯坦利·克雷默拍摄了一部强有力的讽刺意味的电影……克雷默先生和编剧艾比·曼通过对小说的专业的压缩，对《百怪圖》中人类的活动进行了丰富的反思，对人际的爱与恨进行了微妙的编排，使我们不能像以前的任何一部电影一样来评价它。它在主题的突显上有其与众不同之处。”他还特别强调了奥斯卡·威内尔的表演。《綜藝》指出，“导演兼制片斯坦利·克雷默和编剧艾比·曼在一部吸引智力和情感的电影中提炼出了凯瑟琳·阿内·波特庞大小说的精髓。”这部电影在西班牙被禁播，因为它触及了社会问题。

## 奖项和荣誉
这部电影获得六项奥斯卡金像奖提名，包括最佳男主角奖（奥斯卡·威内尔）、最佳男配角奖（迈克尔·邓恩）、最佳女主角奖（茜蒙·仙诺）、最佳服装设计奖（比尔·托马斯）、最佳影片奖和最佳改編劇本獎。它还赢得了两项奥斯卡金像奖，包括最佳艺术指导奖（罗伯特·克拉特沃西和约瑟夫·基什），以及最佳攝影獎（欧内斯特·拉兹罗）。费雯·丽凭借她的表演赢得了法国水晶之星（法语：Étoiles de cristal）。马文赢得了1966年國家評論協會最佳男演员奖，而威内尔得了1965年紐約影評人協會奖。此外，本片主配角还获英国电影和电视艺术学院和金球獎提名。
这部电影在美国电影学会的下列名单中得到认可：
- 2005年：AFI百年电影史电影配乐——提名[14]

## 发行媒介
这部电影是在VHS（家用录像系统）、laserdisc（激光影碟）和DVD上发行的。它的独立DVD有一个1.33：1的满屏版，没有花絮。此版本目前已绝版。后来索尼影业家庭娱乐公司以宽银幕版本重新发行，并有来自斯坦利·克雷默的花絮。这部电影目前以经济实惠的双碟四片DVD影集提供给公众，由索尼授权给米尔克里克娱乐公司。所有四部电影都以其原始的纵横比呈现。这部电影已经由米尔克里克以蓝光发行。